# Абрамович Юрій Йосипович
Ю́рій Йо́сипович Абрамо́вич (13 листопада 1945, Одеса) — український радіоінженер. Доктор технічних наук (1981).

## Життєпис
1967 року закінчив Одеський політехнічний інститут (нині — Одеський національний політехнічний університет), де й працював до 1996:
- 1968—1981 — інженер, старший інженер, старший науковий співробітник науково-дослідного сектору, начальник галузевої лабораторії радіотехніки;
- 1982—1993 — заступник директора з наукової роботи спеціального проектно-конструкторського бюро «Дискрет» при інституті,
- 1993—1996 — проректор з наукової роботи.

Від 1996 — старший науковий співробітник і керівник проекту об'єднаного науково-дослідного центру Університету Південної Австралії (місто Аделаїда).

## Основні напрямки наукових досліджень
- Адаптивне просторово-часове оброблення сигналів, зокрема й для загоризонтальних радарів.
- Цифрове оброблення радіосигналів.
- Підвищення захисту радіотехнічних систем від різноманітних перешкод.